# Ameletus subalpinus
Ameletus subalpinus is een haft uit de familie Ameletidae. De wetenschappelijke naam van de soort is voor het eerst geldig gepubliceerd in 1931 door Imanishi.
De soort komt voor in het Palearctisch gebied.